# Nuggets: Original Artyfacts from the First Psychedelic Era, 1965–1968
Nuggets: Original Artyfacts from the First Psychedelic Era — сборник американских гаражных синглов, выпущенных в период середины — конца 1960-х годов, вышедший в 1972 году.

## Об альбоме
Компиляция была подготовлена Жаком Хольцманом, основателем Elektra Records, и Ленни Кеем, который позже стал гитаристом в группе Патти Смит. Оригинальный двойной альбом был выпущен на долгоиграющих пластинках на лейбле Elektra в 1972 году с подробной сопроводительной информацией, написанной Кеем, и содержащей одно из первых упоминаний термина «панк-рок». Позже запись была переиздана с новым дизайном и большой вкладкой на лейбле Sire Records в 1976 году и спустя 22 года была переиздана в виде четырёхдискового бокс-сета в 1998 году.

## Влияние и переиздания
Британский журналист Джон Сэвейдж в своей книге об истории английской панк-рок-сцены «England’s Dreaming» называет сборник Nuggets одним из самых важных влияний на панк-группы и включает его в свой список обязательных к прослушиванию панк-записей, наравне с альбомом The Stooges «Raw Power».
Множество других составителей гаражных сборников были вдохновлены Nuggets: серия Pebbles; Rubble — 20 выпусков в основном английской психоделической музыки, выпущенной в 80-х; серия Back From The Grave. Сборник Nuggets породил целую небольшую индустрию маленьких рекорд-лейблов, посвятивших себя музыкальным археологическим исследованиям и выпуску заслуживающих внимания гаражных и психоделических записей 1960-х годов.
В 1998 году Rhino Records переиздала сборник на компакт-дисках, сохраняя оригинальный порядок композиций и сопроводительную информацию.
Однако вместо того, чтобы просто переиздать оригинальную запись на одном компакт-диске, Rhino включила оригинальный сборник в бокс-сет с ещё тремя дисками, содержащими суммарно 91 дополнительный трек, не вошедший в изначальный трек-лист.
Вопреки популярному заблуждению, многие из композиций сборника попадали в список American Top 40 hits. Это утверждение верно для более, чем трети оригинального выпуска Nuggets, в то время как Rhino Records расширили список, включив в трек-лист такие суперхиты, как «Incense and Peppermints» Strawberry Alarm Clock (№ 1), «Louie, Louie» The Kingsmen (№ 2), «Wooly Bully» Sam the Sham and the Pharaohs (№ 2), «Little Bit o' Soul» The Music Explosion (№ 2) и «Time Won’t Let Me» The Outsiders (№ 5).
В 2006 году Rhino выпустили европейское ремастированное издание оригинального альбома на одном компакт-диске с уменьшенной репликой дизайна оригинальной вкладки.
В 2003 году альбом попал в список 500 величайших альбомов всех времён по версии журнала Rolling Stone под номером 196. В обновлённом списке 2020 года альбом занимает 405 место.

## Список композиций

### Сторона 1
1. The Electric Prunes: «I Had Too Much to Dream (Last Night)» (Annette Tucker, Nancie Mantz) — 3:02 (№ 11)
2. The Standells: «Dirty Water» (Ed Cobb) — 2:50 (№ 11)
3. The Strangeloves: «Night Time» (Bob Feldman, Jerry Goldstein, Richard Gottehrer)- 2:35 (№ 30)
4. The Knickerbockers: «Lies» (Beau Charles, Buddy Randell) — 2:46 (№ 20)
5. The Vagrants: «Respect» (Otis Redding) — 2:17
6. Mouse: «A Public Execution» (Knox Henderson, Ronnie Weiss) — 3:02
7. The Blues Project: «No Time Like the Right Time» (Al Kooper) — 2:49 (№ 96)

### Сторона 2
1. The Shadows of Knight: «Oh Yeah» (Ellas McDaniel) — 2:51 (№ 39)
2. The Seeds: «Pushin' Too Hard» (Richard Marsh) — 2:39 (№ 36)
3. The Barbarians: «Moulty» (Barbara Baer, Douglas Morris, Eliot Greenberg, Robert Schwartz) — 2:37 (№ 90)
4. The Remains: «Don’t Look Back» (William McCord) — 2:45
5. The Magicians: «An Invitation to Cry» (Alan Gordon, James Woods) — 2:59
6. The Castaways: «Liar, Liar» (Dennis Craswell, Jim Donna) — 1:56 (№ 12)
7. The 13th Floor Elevators: «You’re Gonna Miss Me» (Roky Erickson) — 2:31 (№ 55)

### Сторона 3
1. Count Five: «Psychotic Reaction» (Craig Atkinson, John Byrne, John Michalski, Kenn Ellner, Roy Chaney) — 3:09 (№ 5)
2. The Leaves: «Hey Joe» (Billy Roberts) — 2:53 (№ 31)
3. Michael and the Messengers: «Romeo & Juliet» (Bob Hamilton, Fred Gorman) — 2:02 (№ 129)
4. The Cryan' Shames: «Sugar and Spice» (Fred Nightingale) — 2:33 (№ 49)
5. The Amboy Dukes: «Baby Please Don't Go» (Big Joe Williams) — 5:41 (№ 106)
6. Blues Magoos: «Tobacco Road» (John D. Loudermilk) — 4:44

### Сторона 4
1. The Chocolate Watch Band: «Let’s Talk About Girls» (Manny Freiser) — 2:45
2. The Mojo Men: «Sit Down, I Think I Love You» (Stephen Stills) — 2:25 (№ 36)
3. The Third Rail: «Run, Run, Run» (Arthur Resnick, Joey Levine, Kris Resnick) — 1:57 (№ 53)
4. Sagittarius: «My World Fell Down» (Geoff Stephens, John Shakespeare) — 3:52 (№ 70)
5. Nazz: «Open My Eyes» (Todd Rundgren) — 2:47 (№ 112)
6. The Premiers: «Farmer John» (Dewey Terry, Don Harris) — 2:29 (№ 19)
7. The Magic Mushrooms: «It’s-a-Happening» (David Rice, Sonny Casella) — 2:47 (№ 93)

## CD-переиздание 1998 бонус треки

### Диск первый
*Те же треки, в том же порядке, что и на оригинальном двойном альбоме.

### Диск второй
1. The Music Machine: «Talk Talk» (№ 15)
2. The Del-Vetts: «Last Time Around»
3. The Human Beinz: «Nobody but Me» (№ 8)
4. Kenny & the Kasuals: «Journey to Tyme»
5. The Sparkles: «No Friend of Mine»
6. The Turtles: «Outside Chance» (written by lyme & cybelle)
7. The Litter: «Action Woman»
8. The Elastik Band: «Spazz»
9. The Chocolate Watch Band: «Sweet Young Thing»
10. Strawberry Alarm Clock: «Incense and Peppermints» (№ 1)
11. The Brogues: «I Ain’t No Miracle Worker»
12. Love: «7 and 7 Is» (№ 33)
13. The Outsiders: «Time Won’t Let Me» (№ 5)
14. The Squires: «Going All the Way»
15. The Shadows of Knight: «I’m Gonna Make You Mine» (№ 90)
16. Kim Fowley: «The Trip»
17. The Seeds: «Can’t Seem to Make You Mine» (№ 41)
18. The Remains: «Why Do I Cry»
19. The Beau Brummels: «Laugh, Laugh» (№ 15)
20. The Nightcrawlers: «The Little Black Egg» (№ 85)
21. The Gants: «I Wonder»
22. The Five Americans: «I See the Light» (№ 26)
23. The Woolies: «Who Do You Love» (№ 95)
24. Swingin' Medallions: «Double Shot (Of My Baby's Love)» (№ 17)
25. The Merry-Go-Round: «Live» (№ 63)
26. Paul Revere & the Raiders: «Steppin' Out» (№ 46)
27. Captain Beefheart & His Magic Band: «Diddy Wah Diddy»
28. The Sonics: «Strychnine»
29. Syndicate of Sound: «Little Girl» (№ 8)
30. Blues Magoos: «(We Ain’t Got) Nothin' Yet» (№ 5)
31. Max Frost and the Troopers: «Shape of Things to Come» (№ 22)

### Диск третий
1. The Hombres: «Let It Out (Let It All Hang Out)» (№ 12)
2. The Golliwogs: «Fight Fire»
3. New Colony Six: «At the River’s Edge»
4. The Daily Flash: «Jack of Diamonds»
5. lyme & cybelle: «Follow Me» (№ 65)
6. The Choir: «It’s Cold Outside» (№ 68)
7. The Rare Breed: «Beg, Borrow and Steal»
8. Sir Douglas Quintet: «She’s About a Mover» (№ 13)
9. The Music Explosion: «Little Bit o' Soul» (№ 2)
10. The "E" Types: «Put the Clock Back on the Wall»
11. The Palace Guard: «Falling Sugar»
12. The Gestures: «Run, Run, Run»
13. The Rationals: «I Need You»
14. The Humane Society: «Knock, Knock»
15. The Groupies: «Primitive»
16. The Sonics: «Psycho»
17. The Lyrics: «So What!!»
18. The Lollipop Shoppe: «You Must Be a Witch»
19. The Balloon Farm: «A Question of Temperature» (№ 37)
20. Mouse and the Traps: «Maid of Sugar — Maid of Spice»
21. The Uniques: «You Ain’t Tuff»
22. The Standells: «Sometimes Good Guys Don’t Wear White» (№ 43)
23. The Mojo Men: «She’s My Baby»
24. Unrelated Segments: «Story of My Life»
25. The Third Bardo: «I’m Five Years Ahead of My Time»
26. We The People: «Mirror of Your Mind»
27. The Shadows of Knight: «Bad Little Woman» (№ 91)
28. The Music Machine: «Double Yellow Line»
29. The Human Expression: «Optical Sound»
30. The Amboy Dukes: «Journey to the Center of the Mind» (№ 16)

### Диск четвёртый
1. The Chocolate Watch Band: «Are You Gonna Be There (At the Love-In)»
2. The Leaves: «Too Many People»
3. The Brigands: «(Would I Still Be) Her Big Man»
4. The Barbarians: «Are You a Boy or Are You a Girl» (№ 55)
5. Sam the Sham & the Pharaohs: «Wooly Bully» (№ 2)
6. The Strangeloves: «I Want Candy» (№ 11)
7. The Kingsmen: «Louie Louie» (№ 2)
8. The Knickerbockers: «One Track Mind» (№ 46)
9. The Wailers: «Out of Our Tree»
10. Harbinger Complex: «I Think I’m Down»
11. The Dovers: «What Am I Going to Do»
12. The Charlatans: «Codine»
13. The Mystery Trend: «Johnny Was a Good Boy»
14. Clefs of Lavender Hill: «Stop — Get a Ticket» (№ 80)
15. The Monks: «Complication»
16. The Sonics: «The Witch»
17. The Electric Prunes: «Get Me to the World on Time» (№ 27)
18. The Other Half: «Mr. Pharmacist»
19. Richard and the Young Lions: «Open Up Your Door» (№ 99)
20. Paul Revere & the Raiders: «Just Like Me» (№ 11)
21. We The People: «You Burn Me Up and Down»
22. The Lemon Drops: «I Live in the Springtime»
23. Fenwyck: «Mindrocker»
24. The Rumors: «Hold Me Now»
25. The Underdogs: «Love’s Gone Bad» (№ 122)
26. The Standells: «Why Pick on Me» (№ 54)
27. The Zakary Thaks: «Bad Girl»
28. GONN: «Blackout of Gretely»
29. The Bees: «Voices Green and Purple»
30. Davie Allan & the Arrows: «Blues' Theme» (№ 37)

## СерияNuggets
В середине-конце 80-х Rhino Records выпустили серию из пятнадцати альбомов под названием Nuggets. Каждый из первых двенадцати выпусков был сосредоточен на отдельном поджанре гаражного рока или на географическом ареале. Последние три выпуска были с более глобальным охватом. Эта серия обеспечила материалом бокс-сет.
В 2001 году Rhino Records выпускают ещё один четырёхдисковый бокс-сет под названием Nuggets II: Original Artyfacts from the British Empire and Beyond, 1964-1969. Оригинальный сборник Nuggets был ориентирован на американскую сцену, а эта компиляция сдвинула фокус на остальной мир. В неё вошли группы из Англии (такие как Pretty Things и Small Faces), Австралии (The Easybeats), Новой Зеландии (The La De Das), Канады (The Guess Who и The Haunted), Японии (The Mops), Исландии (Thor’s Hammer), Перу (We All Together) и Бразилии (Os Mutantes).
В 2004 году Rhino выпустили ещё две компиляции под брендом Nuggets: Hallucinations: Psychedelic Pop Nuggets from the WEA Vaults и Come to the Sunshine: Soft Pop Nuggets from the WEA Vaults. Оба сборника распространялись через интернет-лейбл Rhino Handmade ограниченным тиражом в 7500 экземпляров каждый.
В конце 2005 года Rhino также выпустили четырёхдисковый сет с записями групп, вдохновлённых оригинальным сборником Nuggets под названием Children of Nuggets: Original Artyfacts From The Second Psychedelic Era, 1976-1995.